# 別列茲納 (切爾尼戈夫州)
51°34′11″N 31°47′3″E / 51.56972°N 31.78417°E

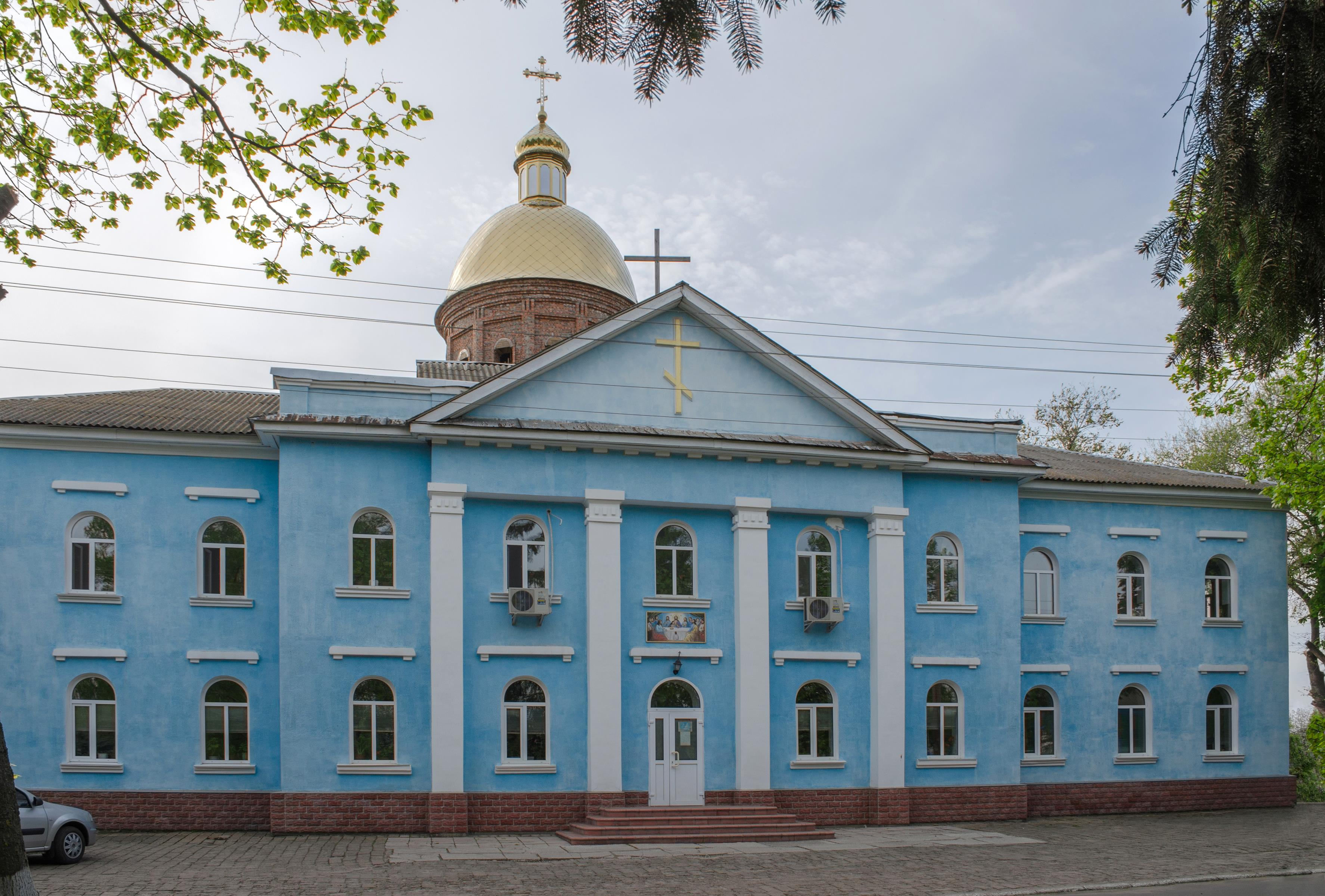
教堂

别列兹纳（羅馬化：Berezna），是烏克蘭北部切爾尼戈夫州切爾尼戈夫區贝雷兹纳市镇内的市級鎮及其行政中心。處於切爾尼戈夫以東39公里和梅納以西33公里，面積9.4平方公里，2011年人口4,902，人口密度每平方公里521.49人。